# Честилин, Гавриил Иванович
Гавриил Иванович Честилин (1811—1895) — сенатор, тайный советник.

## Биография
Родился 17 (29) января 1811 года.
С 1833 года состоял в канцеляриях варшавского военного губернатора и наместника, стал директором канцелярии наместника Царства Польского.
Был произведён в действительные статские советники 26 июня 1862 года, в тайные советники — 30 августа 1869 года. С 17 апреля 1874 года был назначен сенатором.
Имел майорат в Царстве Польском.
Умер 23 января (4 февраля) 1895 года.

## Награды
- орден Св. Станислава 2-й ст. (1857)
- орден Св. Анны 2-й ст. (1861)
- орден Св. Станислава 1-й ст. (1867)
- орден Св. Владимира 4-й ст. (1867)
- орден Св. Анны 1-й ст. (1871)
- орден Св. Владимира 2-й ст. (1873)
- орден Белого орла (1878)
- прусский орден Красного орла 3-й ст. (1869)